# Дембиці (Нижньосілезьке воєводство)
Дембиці (пол. Dębice, нім. Dambritsch) — село в Польщі, у гміні Мальчиці Сьредського повіту Нижньосілезького воєводства.
Населення — 334 особи (2011).
У 1975-1998 роках село належало до Вроцлавського воєводства.

## Демографія
Демографічна структура станом на 31 березня 2011 року:
|          | Загалом | Допрацездатний вік | Працездатний вік | Постпрацездатний вік |
| -------- | ------- | ------------------ | ---------------- | -------------------- |
| Чоловіки | 165     | 37                 | 118              | 10                   |
| Жінки    | 169     | 31                 | 103              | 35                   |
| Разом    | 334     | 68                 | 221              | 45                   |